# Piruvato cinasa
La piruvato cinasa o piruvato quinasa (número EC 2.7.1.40) es una enzima de la glucólisis que cataliza la transferencia de un grupo fosfato del fosfoenolpiruvato al adenosín difosfato (ADP), produciendo una molécula de piruvato y otra de adenosín trifosfato (ATP).
Fosfoenolpiruvato + ADP → piruvato + ATP
El enzima posee un peso molecular de 60 kDa, y está constituida por tres monómeros. En humanos, dos genes codifican para esta proteína: HGNC PKLR  y HGNC PKM2 . PKLR posee la secuencia de la enzima eritrocitaria (PKR) y hepática (PKL), mientras que PKM2 se expresa en músculo dando lugar a dos isoenzimas denominadas PKM1 y PKM2, cuya divergencia se debe a un proceso de empalme alternativo.
En humanos, la deficiencia en este enzima está relacionada con la anemia hemolítica. Se trata de una patología heredada como un carácter autosómico recesivo, que afecta a ambos sexos por igual y común en la raza blanca. Esta herencia se confirma en familias consanguíneas, si bien en el resto de la población los enfermos suelen poseer dos variantes de distinta procedencia (es decir, son heterocigotos dobles). La determinación bioquímica de la actividad en el suero de los pacientes suele realizarse por acoplamiento con la reacción de la enzima lactato deshidrogenasa, produciéndose así una oxidación de NADPH a NADP+ que puede determinarse espectrofotométricamente.
Algunas bacterias poseen una enzima con una función similar, denominada piruvato, fosfato dicinasa. Las secuencia codificante de esta proteína se ha incorporado al genoma de algunos eucariotas (como Streblomastix, Giardia, Entamoeba y Trichomonas) mediante transferencia horizontal, resultando en la expresión de actividades piruvato kinasa y piruvato fosfato dikinasa en el mismo organismo.

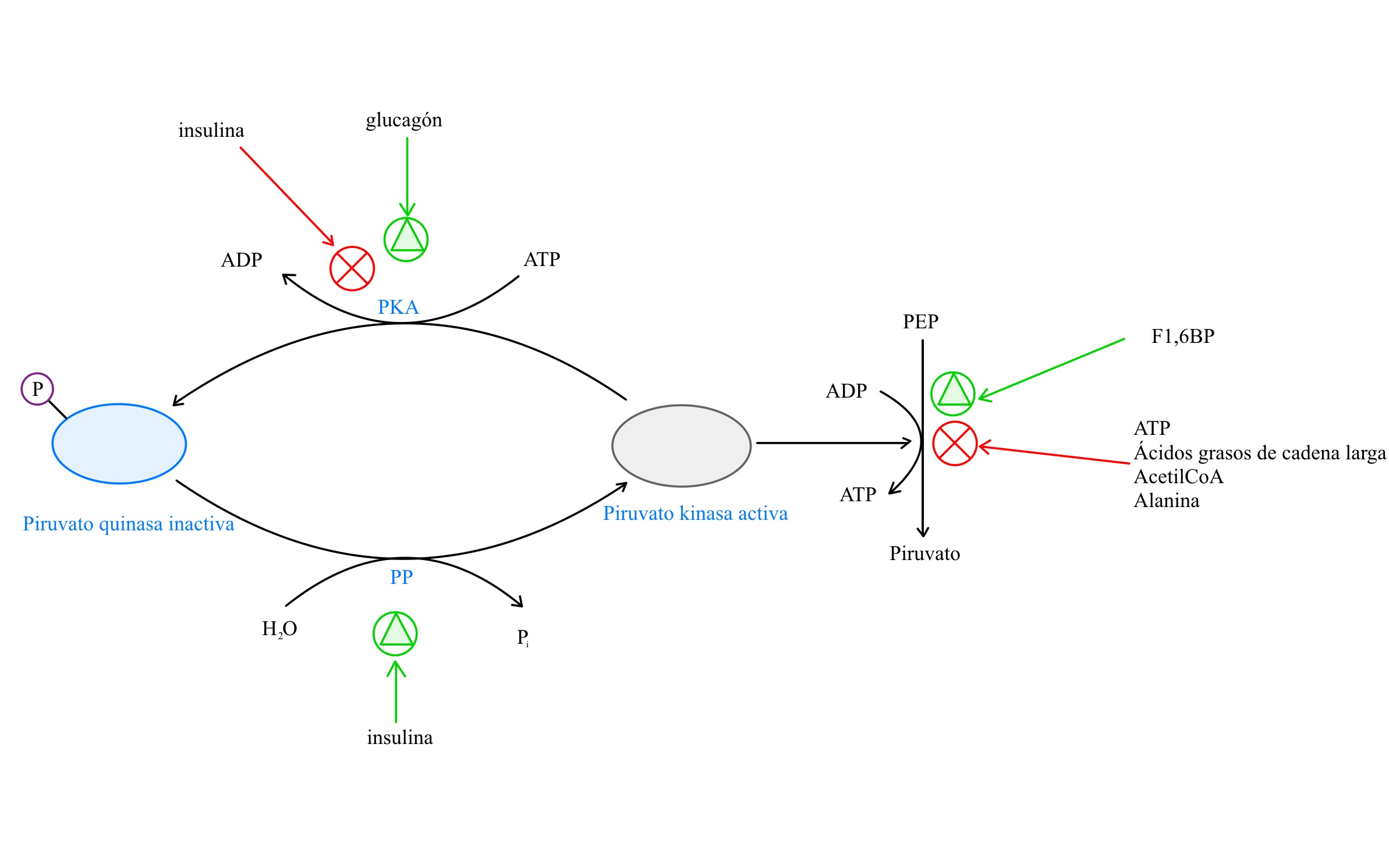
Regulación de la piruvato quinasa